# Cirrhipathes
Genre
Cirrhipathes est un genre de coraux noirs de la famille des Antipathidae.

## Description et caractéristiques
Ce sont de longs coraux composés le plus souvent d'une seule branche plus ou moins entortillée ; ils sont parfois appelés « virgulaires ».
L'exosquelette de ces espèces est d'aspect sombre. Le squelette est aussi recouvert par de fines petites épines. Les polypes ont 6 tentacules.
Ce genre se distingue de son proche parent Stichopathes par le fait que les polypes sont disposés tout autour de la branche, alors qu'on en trouve sur une seule rangée chez Stichopathes. 
Les coraux noirs sont appréciés en bijouterie.
Ces coraux sont souvent le hôtes de crevettes ou de petits poissons symbiotiques.

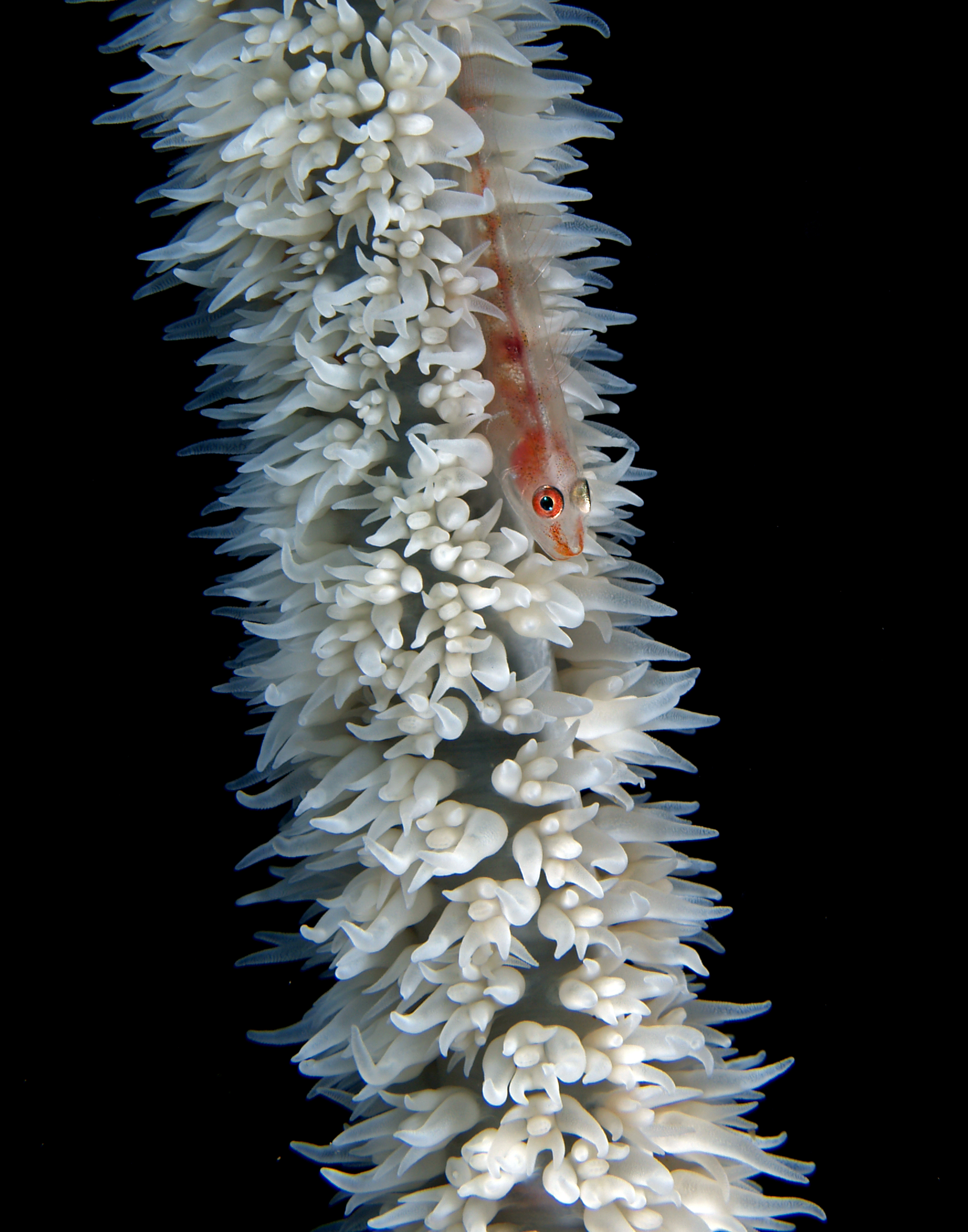
Bryaninops yongei

## Liste des espèces
Selon World Register of Marine Species (16 juin 2015) :

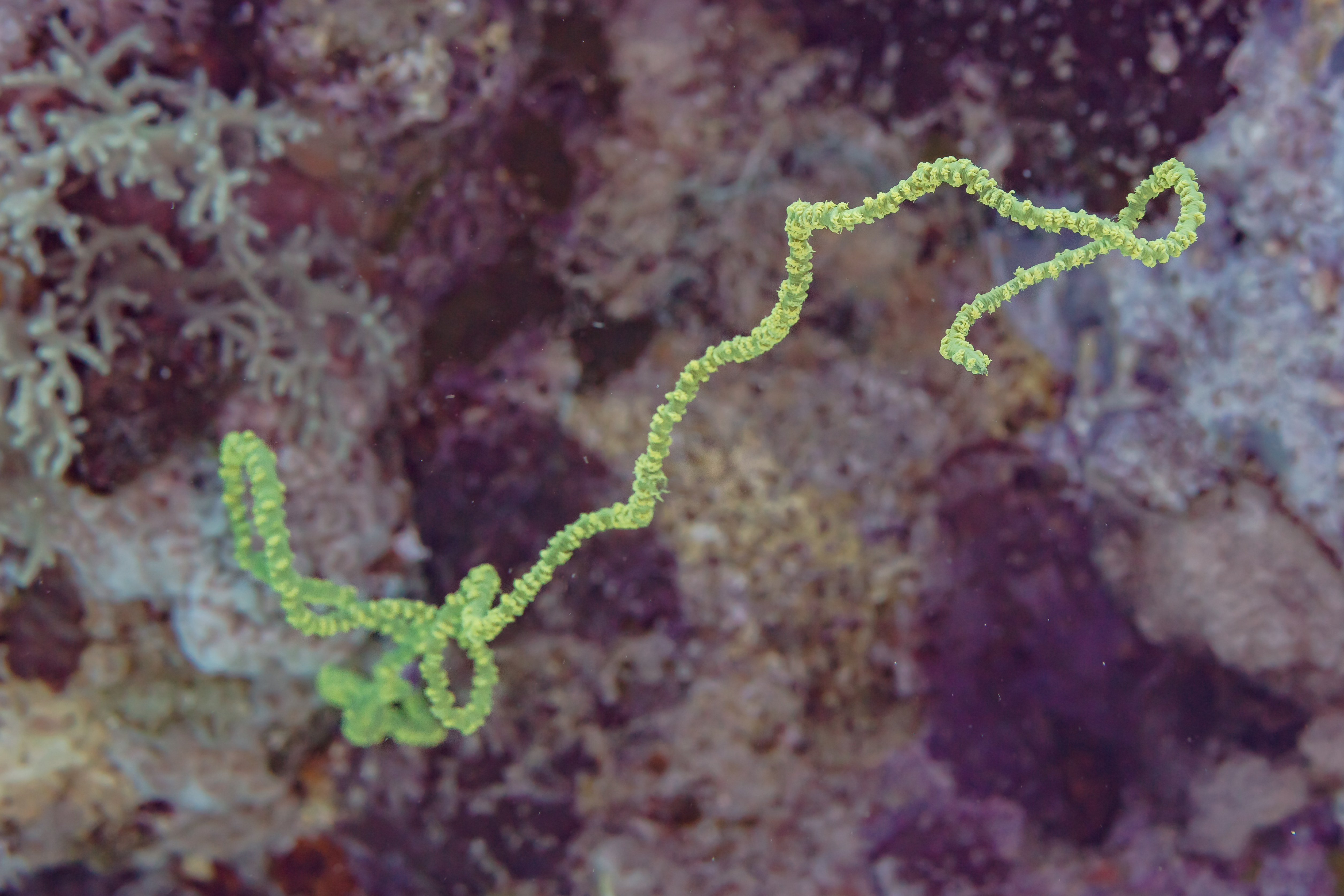
Cirrhipathes spiralis en mer Rouge. Avril 2023.

| Cirrhipathes | \| \| Cirrhipathes anguina (Dana, 1846) \| \| \| \| \| \| Cirrhipathes contorta van Pesch, 1910 \| \| \| \| \| \| Cirrhipathes densiflora Silberfeld, 1909 \| \| \| \| \| \| Cirrhipathes diversa Brook, 1889 \| \| \| \| \| \| Cirrhipathes flagellum Brook, 1889 \| \| \| \| \| \| Cirrhipathes gardineri Cooper, 1903 \| \| \| \| \| \| Cirrhipathes hainanensis Zou & Zhou \| \| \| \| \| \| Cirrhipathes indica Summers, 1910 \| \| \| \| \| \| Cirrhipathes musculosa van Pesch, 1910 \| \| \| \| \| \| Cirrhipathes nana van Pesch, 1910 \| \| \| \| \| \| Cirrhipathes propinqua Brook, 1889 \| \| \| \| \| \| Cirrhipathes rumphii van Pesch, 1910 \| \| \| \| \| \| Cirrhipathes secchini Echeverria, 2002 \| \| \| \| \| \| Cirrhipathes sieboldi Blainville, 1834 \| \| \| \| \| \| Cirrhipathes sinensis Zou & Zhou, 1984 \| \| \| \| \| \| Cirrhipathes spiralis (Linnaeus, 1758) \| \| \| \| \| \| Cirrhipathes translucens van Pesch, 1910 \| \| \| \| |
|              | \| \| Cirrhipathes anguina (Dana, 1846) \| \| \| \| \| \| Cirrhipathes contorta van Pesch, 1910 \| \| \| \| \| \| Cirrhipathes densiflora Silberfeld, 1909 \| \| \| \| \| \| Cirrhipathes diversa Brook, 1889 \| \| \| \| \| \| Cirrhipathes flagellum Brook, 1889 \| \| \| \| \| \| Cirrhipathes gardineri Cooper, 1903 \| \| \| \| \| \| Cirrhipathes hainanensis Zou & Zhou \| \| \| \| \| \| Cirrhipathes indica Summers, 1910 \| \| \| \| \| \| Cirrhipathes musculosa van Pesch, 1910 \| \| \| \| \| \| Cirrhipathes nana van Pesch, 1910 \| \| \| \| \| \| Cirrhipathes propinqua Brook, 1889 \| \| \| \| \| \| Cirrhipathes rumphii van Pesch, 1910 \| \| \| \| \| \| Cirrhipathes secchini Echeverria, 2002 \| \| \| \| \| \| Cirrhipathes sieboldi Blainville, 1834 \| \| \| \| \| \| Cirrhipathes sinensis Zou & Zhou, 1984 \| \| \| \| \| \| Cirrhipathes spiralis (Linnaeus, 1758) \| \| \| \| \| \| Cirrhipathes translucens van Pesch, 1910 \| \| \| \| |
|              | Allopathes |
|              | |
|              | Antipathes |
|              | |
|              | Arachnopathes |
|              | |
|              | Hillopathes |
|              | |
|              | Pteropathes |
|              | |
|              | Stichopathes |
|              | |
|              | Tylopathes |
|              | |
|              | Cirrhipathes anguina (Dana, 1846) |
|              | |
|              | Cirrhipathes contorta van Pesch, 1910 |
|              | |
|              | Cirrhipathes densiflora Silberfeld, 1909 |
|              | |
|              | Cirrhipathes diversa Brook, 1889 |
|              | |
|              | Cirrhipathes flagellum Brook, 1889 |
|              | |
|              | Cirrhipathes gardineri Cooper, 1903 |
|              | |
|              | Cirrhipathes hainanensis Zou & Zhou |
|              | |
|              | Cirrhipathes indica Summers, 1910 |
|              | |
|              | Cirrhipathes musculosa van Pesch, 1910 |
|              | |
|              | Cirrhipathes nana van Pesch, 1910 |
|              | |
|              | Cirrhipathes propinqua Brook, 1889 |
|              | |
|              | Cirrhipathes rumphii van Pesch, 1910 |
|              | |
|              | Cirrhipathes secchini Echeverria, 2002 |
|              | |
|              | Cirrhipathes sieboldi Blainville, 1834 |
|              | |
|              | Cirrhipathes sinensis Zou & Zhou, 1984 |
|              | |
|              | Cirrhipathes spiralis (Linnaeus, 1758) |
|              | |
|              | Cirrhipathes translucens van Pesch, 1910 |
|              | |

|  | Cirrhipathes anguina (Dana, 1846)        |
|  |                                          |
|  | Cirrhipathes contorta van Pesch, 1910    |
|  |                                          |
|  | Cirrhipathes densiflora Silberfeld, 1909 |
|  |                                          |
|  | Cirrhipathes diversa Brook, 1889         |
|  |                                          |
|  | Cirrhipathes flagellum Brook, 1889       |
|  |                                          |
|  | Cirrhipathes gardineri Cooper, 1903      |
|  |                                          |
|  | Cirrhipathes hainanensis Zou & Zhou      |
|  |                                          |
|  | Cirrhipathes indica Summers, 1910        |
|  |                                          |
|  | Cirrhipathes musculosa van Pesch, 1910   |
|  |                                          |
|  | Cirrhipathes nana van Pesch, 1910        |
|  |                                          |
|  | Cirrhipathes propinqua Brook, 1889       |
|  |                                          |
|  | Cirrhipathes rumphii van Pesch, 1910     |
|  |                                          |
|  | Cirrhipathes secchini Echeverria, 2002   |
|  |                                          |
|  | Cirrhipathes sieboldi Blainville, 1834   |
|  |                                          |
|  | Cirrhipathes sinensis Zou & Zhou, 1984   |
|  |                                          |
|  | Cirrhipathes spiralis (Linnaeus, 1758)   |
|  |                                          |
|  | Cirrhipathes translucens van Pesch, 1910 |
|  |                                          |